# والیبال لیگ ملت‌های زنان ۲۰۲۲
لیگ ملت‌های والیبال زنان ۲۰۲۲ چهارمین دوره رقابت‌های سالیانه لیگ ملت‌های والیبال زنان است. نسخه ۲۰۲۳ از ۳۱ می تا ۱۷ ژوئیه ۲۰۲۲ برگزار شد، مرحله نهایی این مسابقات در شهر آنکارا در ترکیه برگزار شد.
ایتالیا در فینال در سه دست پیاپی برزیل را شکست داد و برای نخستین بار قهرمان لیگ ملت‌ها شد. صربستان در رده بندی با شکست دادن ترکیه (میزبان) نخستین مدال خود در این رقابت ها را دریافت کرد.